# 本岐站

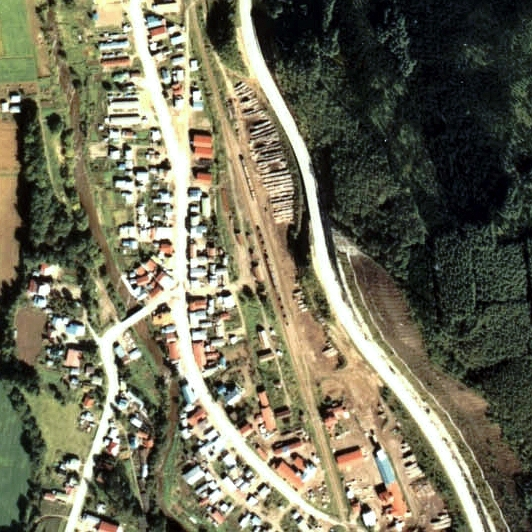
1977年的本岐站與方圓約500米範圍。下方為北見相生方向。

本岐站（日语：／ Honki eki */?）是位於北海道網走郡津別町字本岐，日本國有鐵道（國鐵）的相生線車站（廢站）。隨著相生線廢線，車站在1985年（昭和60年）4月1日廢除。

## 歷史
- 1925年（大正14年）11月15日 - 鐵道省相生線津別站至北見相生站之間開通，此站啟用。當時為一般車站。
- 1949年（昭和24年）6月1日 - 日本國有鐵道成立，成為日本國有鐵道車站。
- 1979年（昭和54年）12月11日 - 結束處理貨物。
- 日期不詳 - 成為業務委託車站[1]。
- 1984年（昭和59年）2月1日 - 結束處理行李。
- 1985年（昭和60年）4月1日 - 相生線全線廢除，此站也廢除。

## 車站構造
截至車站廢除前，車站是一座地面車站，設有1面1線的單式月台。月台位於路軌西邊（北見相生方向的列車會開啟右邊車門），鄰接車站大樓。車站大樓旁靠近美幌一方設有路軌分支，連接1條側線（同時該處設有缺角式月台）。曾經此站設有2面2線的相對式月台，當時可進行列車交會。當時為一座業務委託車站。

## 站名的由來
車站名稱取自所在地名。
當時和人入植時，當地流過的網走川支流——翻木檎川的名稱源自阿伊努語的「ポンキキン（pon-kikin）」，其意思是小、木檎川。當初猜測地名取自該河流的簡稱「飜木禽」、「翻木禽」。關於簡略的原因，在《站名的起源》（1936年版）中指出原因是「站名的筆劃過多」。

### 翻木檎川
「キキン（kikin）」在阿伊努語的意思是一種果實的名稱。指的是稠李或花楸樹之果實。許多「キキン」的樹木（「キキンニ（kikin-ni）」）種植在河流兩邊，因而得名。
相對於阿伊努語的「ポンキキン」，恩根地區的名稱來源也是相近。恩根地區的名稱源自阿伊努語的「ポンキキン（pon-kikin）」，其意思是大、木檎川。兩者是比較是相對的。

## 使用狀況
- 在1981年度（昭和56年度），1日上下車人次為64人[1]。

## 車站周邊
- 北海道道51號津別陸別線、國道240號（日语：国道240号）
- 津別町立本岐小學
- 本岐郵局
- 津別町巴士（舊・津別町營巴士）（日语：津別町営バス）「本岐」巴士站
- 鹿鳴瀑布

## 現況
現時車站遺址建設了「本岐地區多用途公園」，該處設有公園高爾夫球場和交流中心。該處還有農業倉庫。

## 相鄰車站
日本國有鐵道
相生線 
恩根－本岐－大昭臨時乘降場－開拓臨時乘降場－布川

## 注腳
1. 1 2 3  書籍《国鉄全線各駅停車1 北海道690駅》（小學館，1983年7月發行）159頁。
2. 1 2 3 4 5   (PDF). アイヌ語地名リスト. 北海道 環境生活部 アイヌ政策推進室. 2007  [2018-12-02]. （原始内容存档 (PDF)于2016-05-27） （日语）.
3. ↑  札幌鉄道局編 (编). . 北彊民族研究会. 1939: 105. NDLJP: 1029473 （日语）.
4. 1 2   (PDF). アイヌ語地名リスト. 北海道 環境生活部 アイヌ政策推進室. 2007  [2018-12-02]. （原始内容存档 (PDF)于2018-05-04） （日语）.
5. ↑  . 阿伊努民族博物館.   [2018-05-22]. （原始内容存档于2021-04-28） （日语）.

## 外部連結
- 北海道立圖書館北方資料數碼圖書館　「相生線津別北見相生間開通記念絵葉書」本岐停車場和市區 （页面存档备份，存于）（日語）　啟用時的本岐站。（需手動移動至第5頁）